# Operatie Ladbroke
Operatie Ladbroke vond plaats tijdens de landing op Sicilië. Britse luchtlandingstroepen landden met zweefvliegtuigen bij de Italiaanse stad Syracuse, met als doel een belangrijke brug en de stad zelf, met een belangrijke haven, in te nemen, voorafgaand aan de landing van de hoofdmacht van de geallieerden vanuit zee.

## Achtergrond
Met de inname van Tunesië in december 1942 waren de asmogendheden verdreven uit Noord-Afrika. De geallieerden konden gaan nadenken over hun volgende doel. In januari 1943 besloten de Amerikaanse president Franklin D. Roosevelt en de Britse premier Winston Churchill tijdens de Conferentie van Casablanca dat Sicilië het volgende doelwit was. Daardoor zouden de geallieerden de beschikking krijgen over zeeroutes door de Middellandse Zee en vliegvelden van waaruit doelen in Duitsland en Italië konden worden gebombardeerd. Onder de codenaam Operatie Husky begon de planning in februari 1943.
In het aanvankelijke plan zou het Britse Achtste Leger onder leiding van generaal Bernard Montgomery in het zuidoosten van het eiland landen en vandaar uit optrekken naar de stad Syracuse en de belangrijke haven innemen. Twee dagen later zou het Amerikaanse Zevende Leger van generaal George Patton in het westen landen en de stad Palermo veroveren. De Amerikaanse 82e Luchtlandingsdivisie en de Britse 1e Luchtlandingsdivisie zouden kort voor de aanval een paar kilometer landinwaarts worden gedropt om de landingen vanuit zee te ondersteunen. Begin mei werd dit plan geschrapt. Volgens Montgomery zouden de troepen van de asmogendheden in staat zijn om beide legers te vernietigen voordat ze kans kregen zich te herenigen. Tegelijkertijd werden de plannen voor de luchtlandingstroepen ook aangepast. Montgomery vond dat zij moesten worden ingezet bij Syracuse om de haven veilig te stellen. Brigadegeneraal Maxwell Taylor zag een landing vlak achter de vijandelijke linies langs de kust niet zitten omdat de parachutisten grote kans liepen getroffen te worden door “vriendelijk” vuur van de geallieerde vloot.
In de nieuwe plannen viel het besluit dat drie brigades van de 1e Luchtlandingsdivisie van generaal George Hopkinson zouden worden ingezet. De 1e Luchtlandingsbrigade van brigadegeneraal Philip Hicks kreeg de stad Syracuse en de Ponte Grande-brug ten zuiden daarvan als doelwit. De 2e Parachutistenbrigade van Ernest Down moesten de haven van Augusta veroveren en de 1e Parachutistenbrigade van Gerald Lathbury moesten een brug over de rivier Simeto veilig stellen. Vanwege een gebrek aan transportvliegtuigen zou de 1e Luchtlandingsbrigade als eerste landen, gevolgd door de twee andere brigades in de dagen erna.
Generaal Montgomery besloot dat de 1e Luchtlandingsbrigade de beschikking moest krijgen over zweefvliegtuigen omdat zo voldoende vuurkracht aangevoerd kon worden. De voorbereidingen verliepen echter niet goed. Het kostte de geallieerden veel moeite om voldoende zweefvliegtuigen ter plekke te krijgen. Bovendien hadden de piloten weinig ervaring en zeker niet met landingen bij nacht.
De 1e Luchtlandingsbrigade had de beschikking over honderdzesendertig Waco's en acht Horsa's. In totaal vervoerden zij 2.075 Britse soldaten, zeven jeeps, zes antitankkanonnen en tien mortieren. Ze vertrokken in de avond van 9 juni 1943 vanuit Tunesië. De eerste zes Horsa's zouden om 23:15 uur bij de brug landen in een poging deze direct in te nemen. De hoofdmacht zou twee uur later volgen en een straal van vijf kilometer rond de brug landen. Voorafgaand aan de aanval voerden vijfenvijftig Wellingtons bombardementen uit op doelen rond Syracuse. Daarbij vond onder andere de Italiaanse commandant van de marinebasis Giuseppe Giannotti de dood. Ten noorden van de droppingszone werden bijna driehonderd parachutistenpoppen neergelaten om de verdedigers te verwarren.

## Aanval
Onderweg hadden de gliders te maken met sterke wind, slecht zicht en afweergeschut. In de verwarring werden sommige zweefvliegtuigen te vroeg losgekoppeld. Vijfenzestig kwamen in zee terecht waardoor meer dan tweehonderdvijftig man verdronk. Slechts twaalf vliegtuigen bereikten de dropzone terwijl nog eens negenenvijftig wel Sicilië bereikten, maar soms meer dan veertig kilometer van het doelwit vandaan. De overige zweefvliegtuigen werden neergeschoten of keerden terug naar Tunesië omdat de ontkoppeling niet goed ging.
Slechts een Horsa landde in de buurt van de brug, met ongeveer vijftien man aan boord. De infanterie werd door luitenant Whiters in twee groepen verdeeld. Een groep zwom de rivier over waarna van beide zijden een aanval volgde. De Italiaanse bewaking van het 120e Kustinfanterie Regiment verliet haar post waarna de brug werd ingenomen. De Britten verwijderden snel de explosieven, waarna het wachten was op versterkingen. Slechts vier Horsa's waren in een straal van drie kilometer rond de brug geland, waarvan één Horsa explodeerde waarbij de complete bemanning de dood vond. Tegen 6:30 telde de Britse verdediging slechts zevenentachtig man.
De eerste Italiaanse tegenaanvallen begonnen rond 10:00 en werden uitgevoerd door het 385e Kustbataljon en een bataljon van het 75e infanterieregiment. Rond 15:30 gaven de laatste vijftien verdedigers zich over. Slechts een uur na de Italiaanse herovering van de brug arriveerden de eerste troepen van de Britse 5e infanteriedivisie die in de ochtend voet aan wal hadden gezet. Voor de tweede maal viel de brug intact in Britse handen, ditmaal voorgoed.
De verspreide landing van de Britse parachutisten leverde ook een tactisch voordeel op omdat overal Italiaanse communicatielijnen konden worden doorsneden. Bovendien zorgde het voor verwarring aan Italiaanse zijde. Bij Cape Murro di Porco namen honderdvijftig man een radiostation in, terwijl andere eenheden Italiaanse kustbatterijen aanvielen om zo te verhinderen dat deze de landingstroepen op de stranden onder vuur konden nemen.
In de Britse zone werden per abuis ook enkele honderden Amerikaanse parachutisten gedropt die deels krijgsgevangen werden gemaakt.

## Nasleep
De 1e Luchtlandingsbrigade keerde op 13 juli terug naar Noord-Afrika. In totaal vonden driehonderdveertien manschappen de dood, terwijl honderdvierenzeventig personen vermist of gewond waren.
Na afloop van Operation Ladbroke viel er het nodige te evalueren. De Britse legerleiding besloot dat de vliegtuigbemanningen beter getraind moesten worden voor operaties met parachutisten en zweefvliegtuigen. Voortaan zouden er zogeheten pathfinders vooruit gestuurd worden die de landingszone konden markeren. Men besloot terughoudender te zijn met het te nacht inzetten van zweefvliegtuigen. Ook begon de Royal Air Force met experimenten om jeeps en artillerie per parachute te droppen. Als laatste werd er een nieuwe transportvloot gevormd die geheel bestond uit Douglas Dakota's.